# 色彩深度
色彩深度，简称色深。在计算机图形学领域表示在點陣圖或者视频帧缓冲区中儲存每一像素的颜色所用的位数，常用單位为位/像素（bpp）。色彩深度越高，可用的顏色就越多。
色彩深度是用「n位元顏色」（n-bit colour）來說明的。若色彩深度是n位元，即有2n种颜色选择，而储存每像素所用的位元数目就是n。常見的有：
- 1位元：2种颜色、單色光、黑白二色。用於 compact Macintoshes。
- 2位元：4种颜色、CGA。用於 gray-scale 早期的 NeXTstation 及 color Macintoshes。
- 3位元：8种颜色。用於大部分早期的计算机显示器。
- 4位元：16种颜色。用於 EGA 及不常見及在更高的分辨率的 VGA 标准及 color Macintoshes。
- 5位元：32种颜色。用於 Original Amiga chipset。
- 6位元：64种颜色。用於 Original Amiga chipset。
- 7位元：128种颜色。
- 8位元：256种颜色。用於最早期的彩色 Unix 工作站、低分辨率的VGA、Super VGA、AGA、color Macintoshes。其中紅色和绿色各佔3位元，蓝色佔2位元。
  - 灰階有256種灰色（包括黑白）。若以24位元模式來表示，則 RGB 的数值均一樣，例如 (200, 200, 200)。
- 9位元：512种颜色。
- 10位元：1,024种颜色。
- 12位元：4,096种颜色。用於部分硅谷图形系統、Neo Geo、彩色 NeXTstation 及於 HAM 模式的 Amiga 系統。
- 16位元：65,536种颜色。用於部分 color Macintoshes（紅色佔5個位元，蓝色佔5個位元，绿色佔6個位元，所以紅色、蓝色、绿色各有32、32、64種明暗度的变化，总共可以組合出65,536种颜色）。
- 24位元：16,777,216种颜色，真彩色。能提供比肉眼能识别更多的顏色，用於显示照片。
  - 彩色图像就是常說的24位真彩，約為1670万色。
- 32位元：基於24位元而生，增加8個位元（256种）的透明通道，共4,294,967,296种颜色。

另外有高动态范围影像（High Dynamic Range Image），這種影像使用超過一般的32位元色階來储存影像，通常來說每個像素會分配到32+32+32個位元來储存颜色資訊，也就是說對於每一個原色都使用一個32位的浮点数來储存。

## 索引颜色

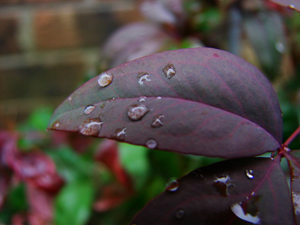
24-bit真彩色 (16,777,216色)
182KB

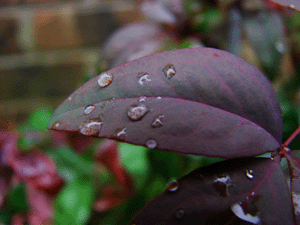
8-bit索引颜色 (256色)
38KB

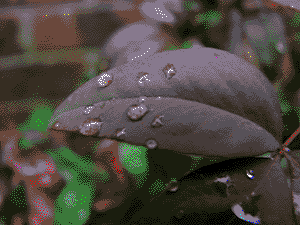
4-bit索引颜色 (16色)
19KB

電腦自動選擇一張圖片中最常見的顏色，製成顏色表，一同儲存在圖片中。索引颜色通常是 8-bit（256色），使用 8-bit 壓縮出來的圖片，看起來跟真彩色差不多，檔案大小則變得很小。

## 減色演算法（Color quantization（英语：Color_quantization））
一种将图片转化為256色的索引色彩空間的演算法，代表的演算法有中位切割演算法。

## 外部連結
- Preparing images for mobile devices （页面存档备份，存于）: Reducing color depth related artifacts on mobile devices
- Banding in low colour resolution workflows: Comparison and recommendations